# Rhypopteryx flaveola
Rhypopteryx flaveola är en fjärilsart som beskrevs av Erich Martin Hering 1926. Rhypopteryx flaveola ingår i släktet Rhypopteryx och familjen tofsspinnare. Inga underarter finns listade.